# Wariacja z powtórzeniami
Wariacja z powtórzeniami – dowolny skończony ciąg elementów wybranych z pewnego skończonego zbioru. Jeśli zbiór jest n-elementowy, to ciąg długości k jest określany jako k-wyrazowa wariacja zbioru n-elementowego. Definicja nie wyklucza powtarzania się w ciągu jego elementów. Kolejność elementów w ciągu ma znaczenie.
Liczba wszystkich k-wyrazowych wariacji z powtórzeniami zbioru n-elementowego jest równa:
{\displaystyle {\overline {V}}_{n}^{k}=n^{k}.}
Każdą wariację z powtórzeniami można interpretować jako funkcję ze zbioru k-elementowego w zbiór n-elementowy, funkcja ta niekoniecznie jest różnowartościowa.

## Przykłady
- Ze zbioru {a,b,c} można utworzyć następujące 2-elementowe wariacje z powtórzeniami:
   aa, ab, ac, ba, bb, bc, ca, cb, cc.
(dla uproszczenia zapisu ciągi nie są ujęte w nawiasy, elementy ciągów nie są oddzielone przecinkami).
- Z cyfr 1, 2, 3, 4, 5 można utworzyć {\displaystyle 5^{2}=25} liczb dwucyfrowych (niekoniecznie różnocyfrowych).
Uzasadnienie:
w liczbie dwucyfrowej mamy dwa „pola”, które wypełniamy cyframi. Na każdym z nich niezależnie od pozostałych może znaleźć się dowolna z dostępnych cyfr. Wobec tego, na pierwszym polu możemy umieścić którąkolwiek z pięciu cyfr. Podobnie na kolejnym polu jest dostępnych pięć cyfr (wśród nich ta sama cyfra, co na poprzednim polu). Ustalenie liczby wariacji polega na pomnożeniu przez siebie wszystkich możliwości na poszczególnych polach.